# Couvent Sainte-Marie d'en-Haut
Le couvent Sainte-Marie d'en-Haut est un ancien monastère situé Rue Maurice-Gignoux à Grenoble. Fondé par l'Ordre de la Visitation Sainte-Marie, il abrite aujourd'hui le Musée dauphinois.

## Localisation
Le couvent Sainte-Marie d'en-haut se situe à Grenoble, dans le quartier de Saint-Laurent, sur les contreforts du mont Rachais (massif de la Chartreuse). Il est accessible par la rue Maurice-Gignoux ou la montée de Chalemont au départ de la fontaine du Serpent et du Lion. Il est visible depuis les quais de l'Isère et le téléphérique de Grenoble Bastille.

## Historique

### Fondation
|  |

Ce monastère de l'Ordre de la Visitation est fondé dans le climat religieux de la Contre-Réforme du XVIIe siècle. Cette congrégation, réservée aux femmes, est fondée en 1610 par François de Sales et Jeanne de Chantal qui installent leur quatrième maison à Grenoble en lui donnant le nom de monastère Sainte-Marie-d'en-Haut.
Les travaux de fortification de la colline de la Bastille sur la rive droite de l'Isère venant de s'achever trois mois auparavant par le duc de Lesdiguières, la première pierre du monastère est posée sur les pentes de cette colline le 21 octobre 1619 en présence de l'évêque Alphonse de La Croix de Chevrières et de la jeune Christine de France tout juste mariée au prince héritier de Savoie. C'est l'architecte Alexandre Coulliout qui est chargé de la construction, et les travaux se dérouleront jusqu'à l'automne 1621 le long de la montée de Chalemont. Les premières sœurs s'installent la même année. À cette époque, cette ancienne voie romaine a cessé depuis deux siècles d'être le point d'entrée historique de la ville grâce à une voie taillée dans les rochers au bord de l'Isère, voie qui est dotée en 1620 d'une nouvelle porte, la porte de France.
Au milieu du XVIIIe siècle, le couvent est habité par près de 70 religieuses.

### Affectations successives
Ce monastère va connaître au cours des siècles une succession d'occupations diverses. À la Révolution, les visitandines dispersées, il devient un bien national et se transforme en prison pour les personnes aux idées antirévolutionnaires : 140 personnes sont enfermées, dont certaines figures locales comme Chérubin Beyle, le père de Stendhal, l'avocat Antoine Barnave, l'ébéniste Jean-François Hache, le baron Laurent-César de Chaléon de Chambrier de Châteauneuf, le juriste Claude Sébastien Bourguignon, des pères chartreux ou des prêtres réfractaires.
En 1804, les religieuses de l'ordre du Sacré-Cœur conduites par Philippine Duchesne s'y installent et consacrent leur temps à l'enseignement des jeunes filles : elles en accueillent en tout une soixantaine. Philippine Duchesne quitte le couvent en 1815 pour partir fonder de nouvelles maisons du Sacré-Cœur en Amérique du Nord. Les dernières religieuses de l'ordre du Sacré-Cœur restent jusqu'en 1832. L'année suivante, les Sœurs de la Providence y installent une école normale pour l'instruction primaire.

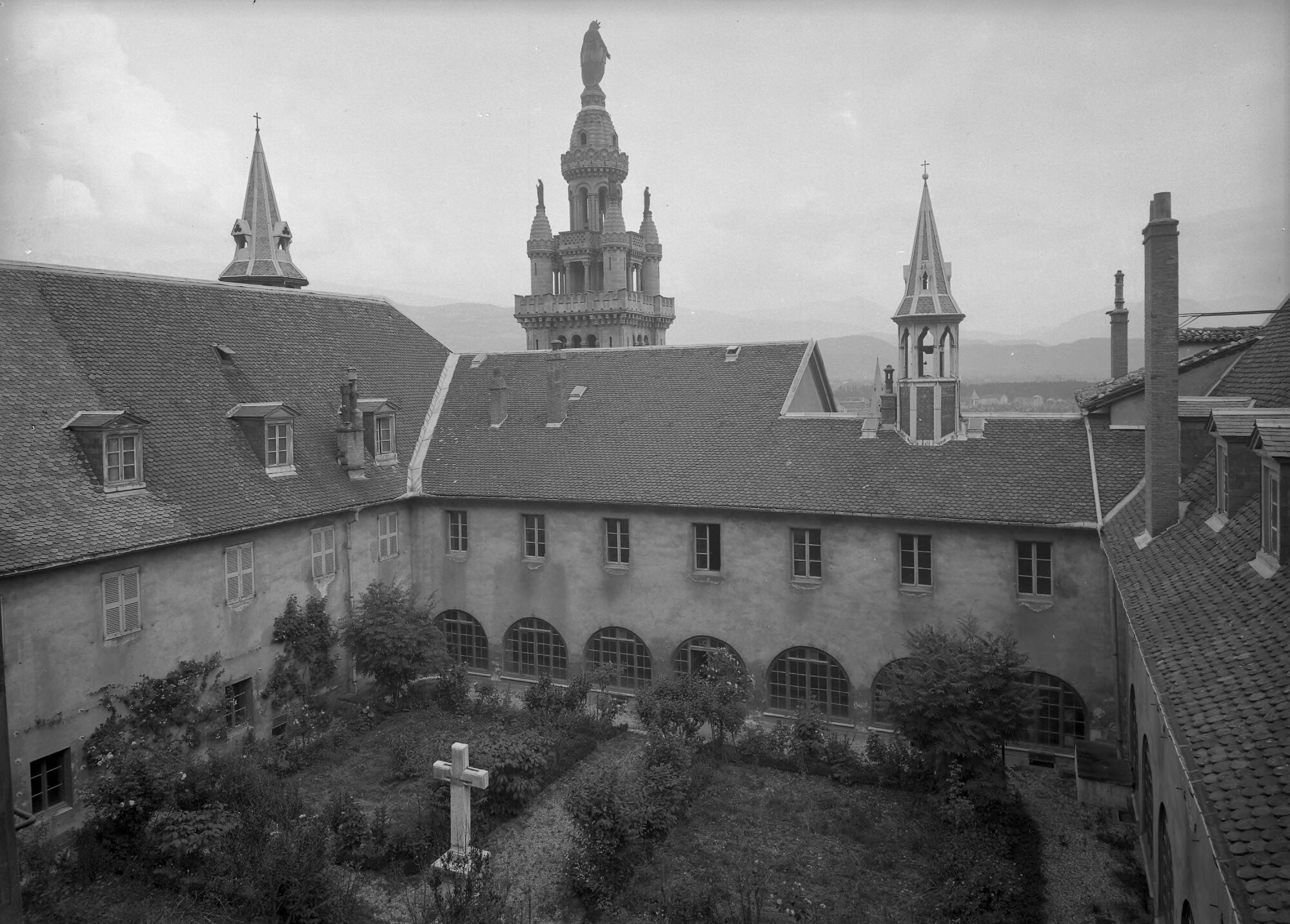
Le cloître du couvent au début du siècle.

Le 1er décembre 1851, les ursulines, s'y installent à leur tour. Elles engagent des travaux de réparation, puis offrent l'éducation à des jeunes filles de bonne famille. En avril 1905, elles sont expulsées ; leur mobilier est vendu aux enchères le 16 avril 1905. Adjugés à la ville de Grenoble en août, les bâtiments voient l'armée y loger jusqu'à 425 hommes de 1906 à 1920, année où la ville de Grenoble, en mal de logement, reprend possession du couvent pour y loger « provisoirement » 150 familles d'origine italienne, dans des conditions d’hygiène quelque peu difficiles : le bâtiment dans son entier était dans un état déplorable, et le seul point potable est la fontaine de la cour.
Pendant la Seconde Guerre mondiale, tandis que Grenoble est sous l'Occupation, les résistants utilisent le couvent pour y trouver des caches sûres, tenir des réunions et imprimer des tracts. Les familles italiennes logeant dans les bâtiments, elles, sont relogées par la ville à la fin des années 1950, et laissent la place pendant quelques années par les étudiants de l'École d'Architecture de Grenoble.
C'est sous le mandat de Hubert Dubedout et dans la perspective des Jeux Olympiques d'hiver de 1968 qu'on entreprend la restauration du couvent. S'y installe alors le Musée dauphinois, qui est inauguré le 3 février 1968 par le ministre de la Culture André Malraux,.

## Architecture

### Chapelle de la Visitation
Le monastère Sainte-Marie d'en-Haut a conservé l'essentiel de ses bâtiments et notamment le cloître, le chœur des religieuses, derrière la grille duquel les visitandines assistaient aux offices religieux, et surtout la chapelle au riche décor baroque. On y accède par un long couloir voûté qui débouche dans le chœur des religieuses, greffé en équerre sur la chapelle afin de rendre les religieuses invisibles aux fidèles installés dans la chapelle. La légende veut que ce soit ici, agenouillée au pied de la grille que, le 16 décembre 1622, Jeanne de Chantal eut la révélation de la mort de François de Sales.
Véritable musée dans le musée, la chapelle de la Visitation est un joyau de l'art baroque français dont les peintures murales, réalisées par le peintre Toussaint Largeot, sont réalisées entre 1662 et 1666 dans le cadre des fêtes organisées par le père jésuite Claude-François Ménestrier, pour la béatification de François de Sales. Sur le plafond, on peut y voir de nombreuses scènes religieuses délivrant un message spirituel aux fidèles du XVIIe siècle. Parmi celles-ci, se trouve celle de la pose de la première pierre du monastère. Cependant, au fil des siècles, la signification et le sens de ces scènes se sont égarés, rendant nécessaire la mise en place dans les années 2010 d'un dispositif multimédia interactif pour les visiteurs afin de leur donner les clés de lecture du récit de la fondation de l'ordre de la Visitation. Par ailleurs, la chapelle reçoit un grand retable en bois doré dont l'exécution commence en 1622. Il est installé grâce à la générosité de François de Bonne de Créqui, gouverneur de Grenoble et petit-fils de Lesdiguières. L'autel est réalisé un siècle plus tard par le sculpteur toscan François Tanzi en 1747, à l’occasion de la béatification de Jeanne de Chantal. Une petite chapelle latérale présente des peintures évoquant la vie de François de Sales.

La chapelle baroque est classée monument historique le 19 juin 1962.

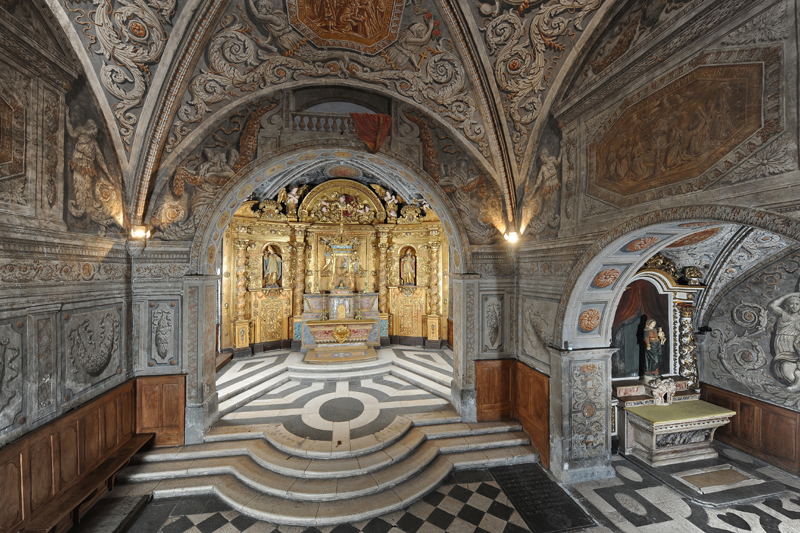
La chapelle Sainte-Marie d'en-Haut.
Le chœur de la chapelle et les peintures des voûtes.
Le maître-autel du chœur et son retable.
Les voûtes et peintures baroques de la nef.
Nef de la chapelle.
Détail d'une peinture du plafond.

### Tour de Notre-Dame-d'en-Haut

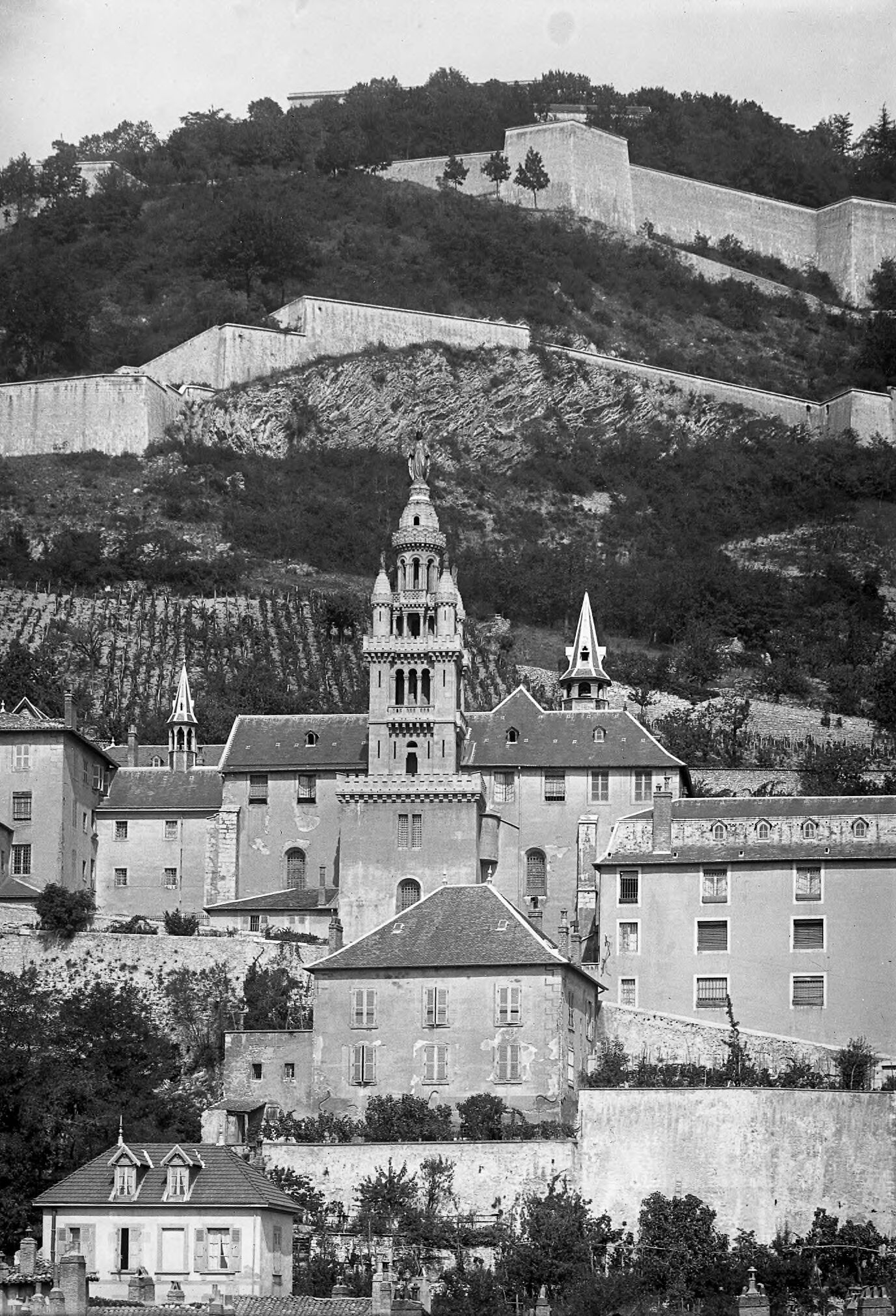
La tour de Notre-Dame-d'en-Haut au début du XXe siècle.

En 1890, les Grenoblois veulent avoir, comme d'autres villes, leur Vierge protectrice, Notre-Dame-d'en-Haut. L'architecte Alfred Berruyer, auteur de la basilique de La Salette, fait alors construire contre la chapelle une tour élevée de 30 mètres, surmontée d’une statue de la Vierge en fonte dorée de 3, 60 m de haut pesant 1,8 tonne. En dessous de cette statue monumentale, quatre statues nichées dans les angles, d'une hauteur d'un mètre vingt, représentent les quatre saints protecteurs de la ville, saint Bruno, saint Ferjus, saint François de Sales et saint Hugues. L'ensemble est inauguré le 25 octobre 1891 en présence de l'évêque de Grenoble, Armand-Joseph Fava. Mais quelques décennies plus tard, ce nouvel édifice provoque de dangereuses lézardes dans la voûte de la chapelle et menace de s’effondrer. C’est la raison pour laquelle sa démolition est décidée à partir de 1935 et achevée le 18 janvier 1936. Mais ces quatre sculptures disparurent, seule celle de François de Sales a été retrouvée en 2007 rue Thiers, dans le jardin de la clinique des Bains qui fermait ses portes.

### Les jardins

#### Jardin du cloître
Le jardin du cloître est représentatif des jardins du XVIIe siècle avec leurs haies de buis organisées autour de quatre carrés de pelouse. En son centre, se trouve un cadran solaire multi face datant de 1793 installé en ce lieu en 1968. Un autre cadran solaire gallo-romain y est exposé sous une arcade, sculpté dans la pierre, qui reflète la voûte céleste inversée avec les douze heures de la journée, du lever au coucher du soleil.

Un autre objet de la vie quotidienne y est exposé, une mesure à grains en pierre provenant de Voreppe, que la Chambre des comptes du Dauphiné avait ordonné de placer dans ce bourg en 1471 afin de servir au contrôle des mesures en usage. Des pierres tombales recouvertes d'épitaphes datant de la période gallo-romaine de Cularo sont également entreposées sous les arcades du cloître et proviennent du premier musée archéologique de Grenoble créé en 1853.

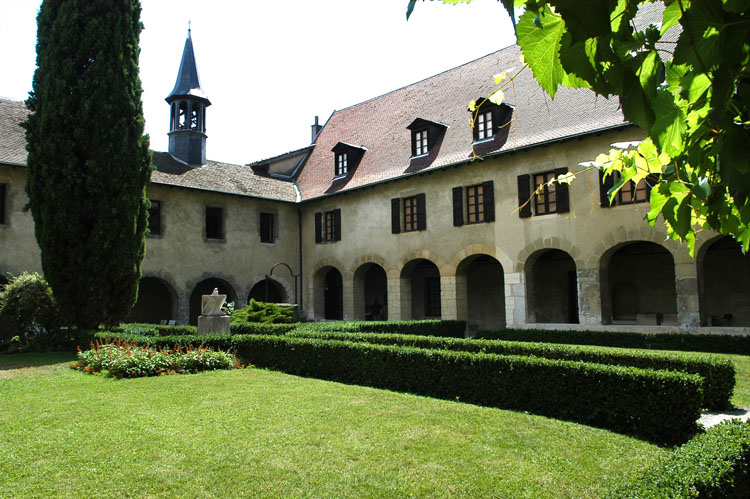
Jardin du cloître du couvent.
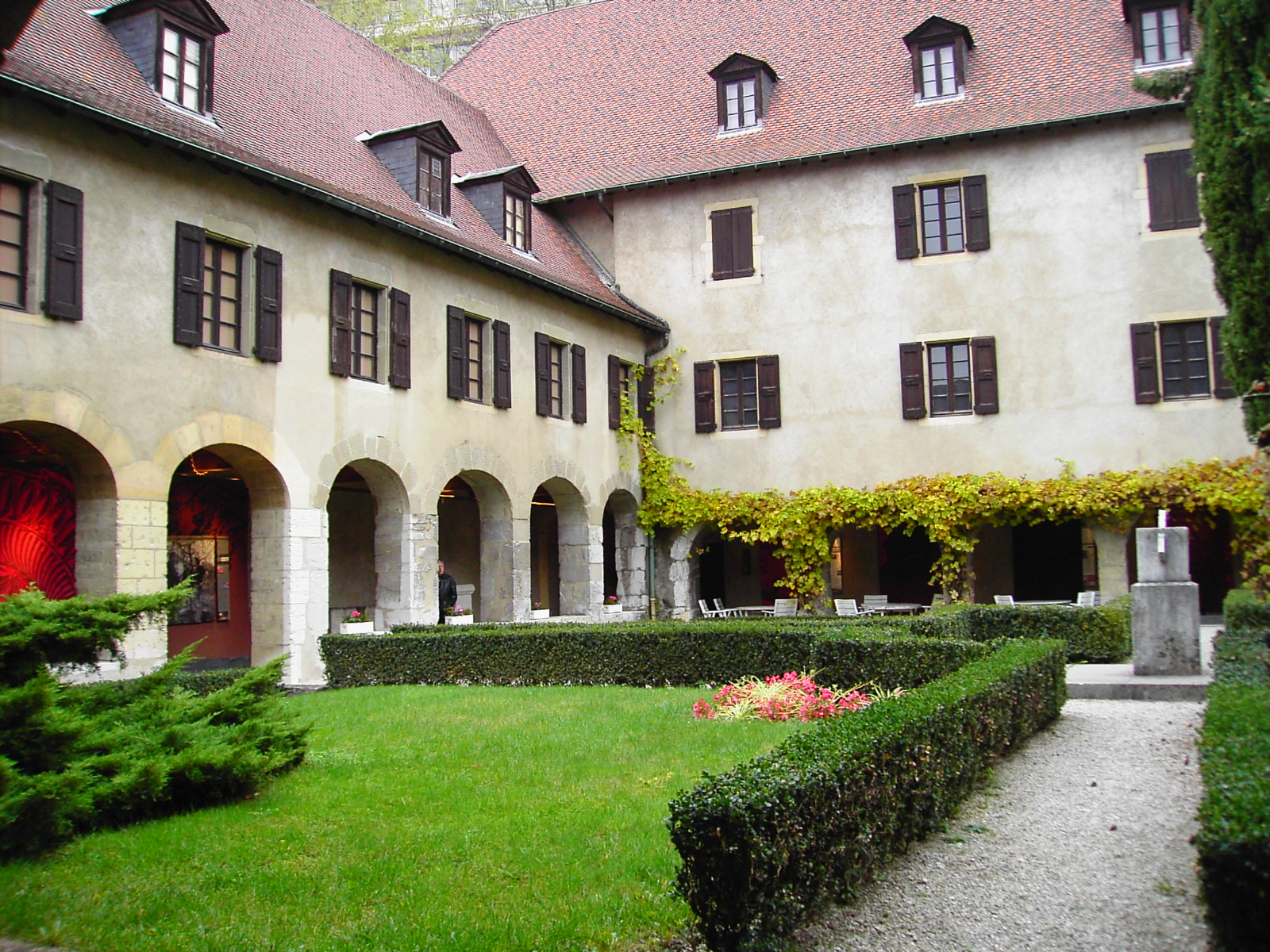
Autre vue du jardin du cloître.
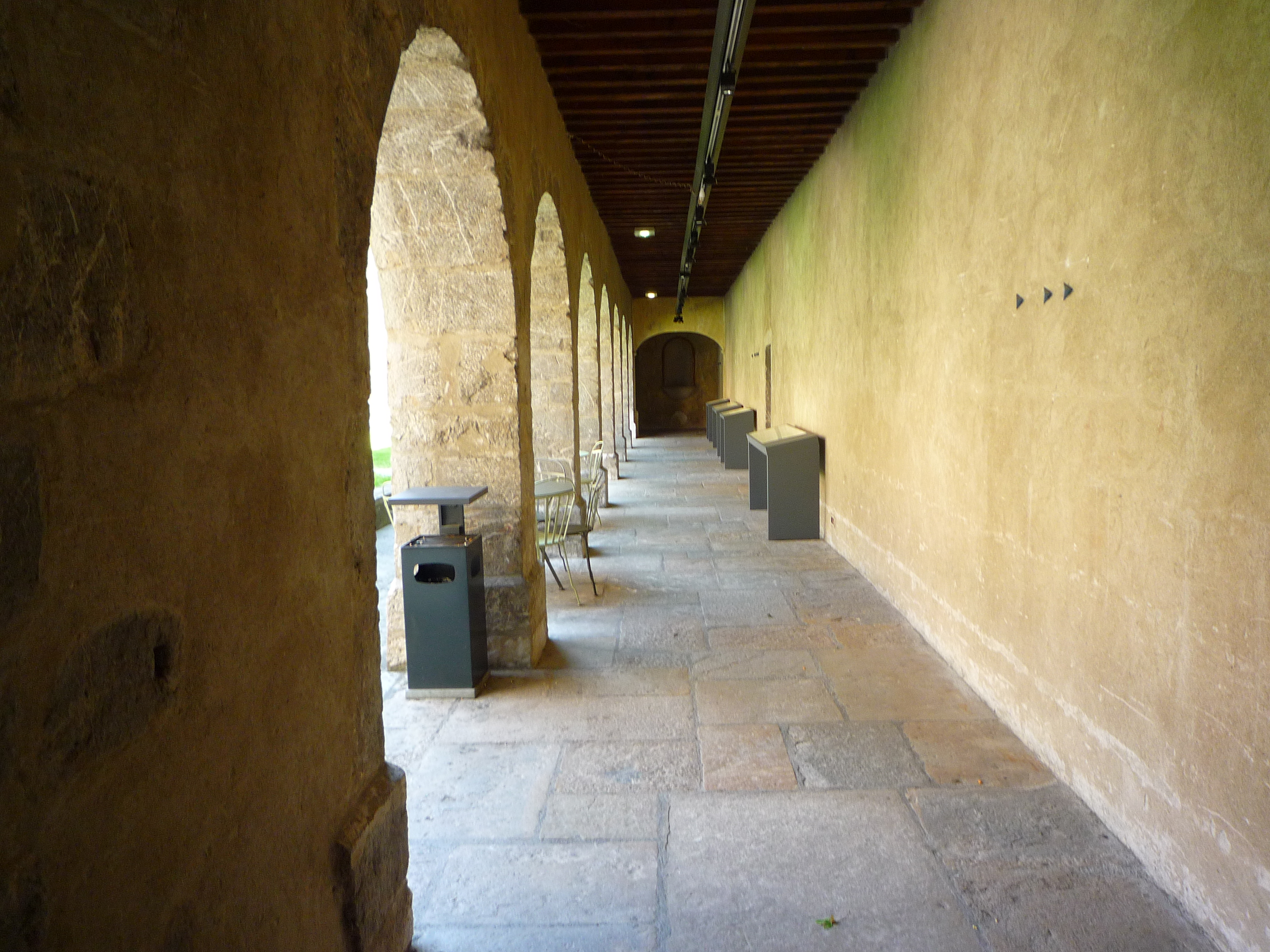
Les galeries du cloître.
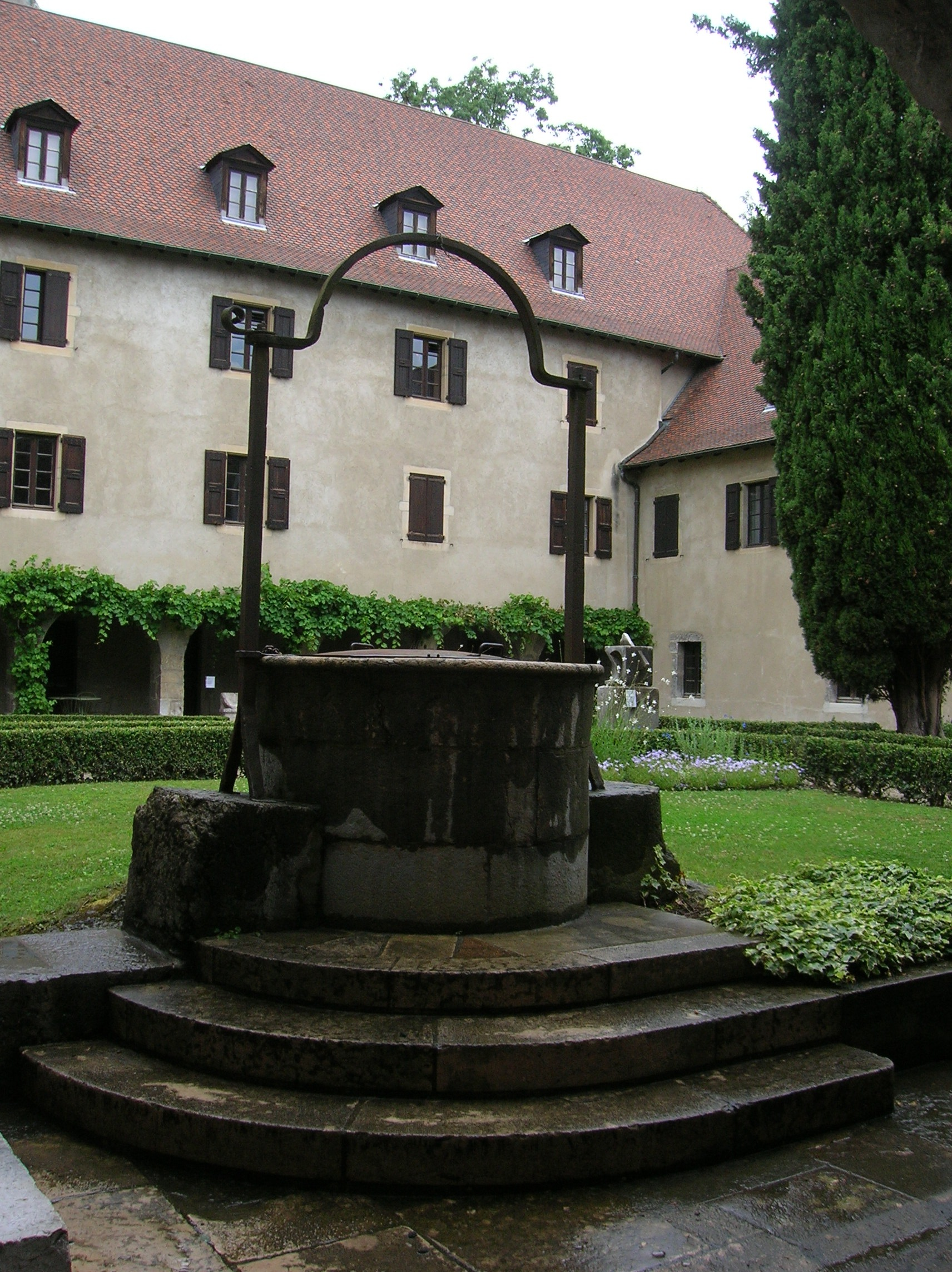
Le puits du cloître.
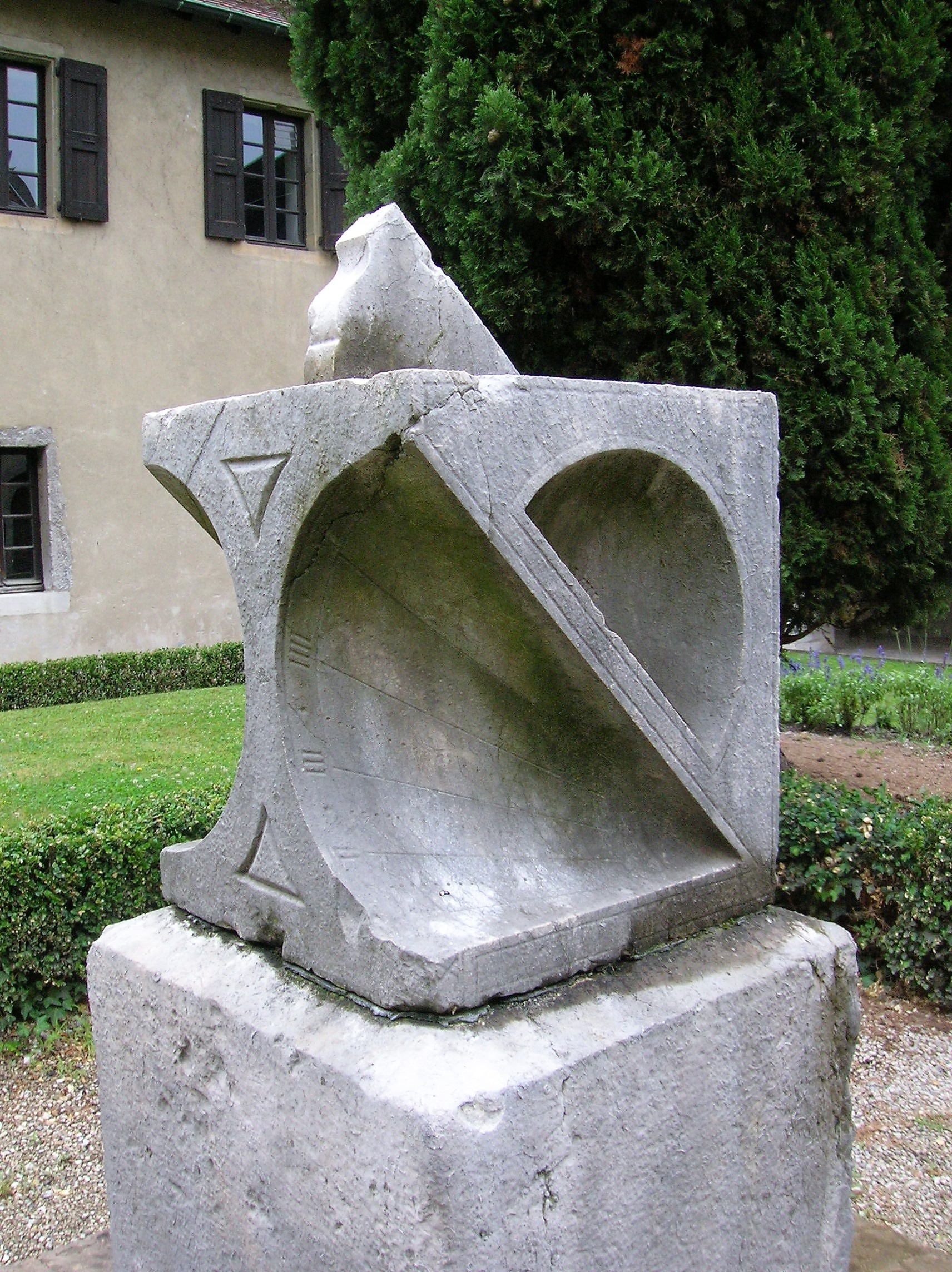
Le cadran solaire.

#### Jardins en terrasses
À l'est du musée, plusieurs jardins en terrasses s'étendent le long de la montée de Chalemont. Mentionnés dès le XVIIe siècle, ces jardins étaient cultivés en vignes et potagers par les sœurs. À partir de 1685, des jardins d'agréments sont mentionnés, servant à mener à plusieurs chapelles, notamment la « petite chapelle de Nazareth ». Les dons reçus en aumône servent alors en partie à l'aménagement de ces jardins, où sont ajoutés des tonnelles, d'allées en treillage et d'allées de charmilles. En 1752, les jardins sont réaménagés, dans le contexte des réparations du monastère par la Supérieure de l'époque, Catherine-Thérèse de Saint-André : une terrasse avec vue sur la vallée grenobloise, l'agrandissement du potager par quatre promenoirs...
Ces jardins permettent aujourd'hui aux visiteurs de bénéficier d'un panorama exceptionnel, à environ trente mètres au-dessus de la ville ancienne.

Les sept terrasses, ainsi que le bâtiment du couvent, sont classés monument historique depuis le 3 novembre 1965,. Un grand projet de réaménagement des jardins et terrasses est lancé en janvier 2024, dans un but de valorisation, d'accessibilité et de modernisation du site : 1,2 million d'euros sont investis par le département de l'Isère, 54 arbres sont plantés, et les travaux nécessitent l'utilisation d'un hélicoptère,. Les nouveaux jardins sont inaugurés le 18 septembre 2024 : la grande terrasse est végétalisée, des éclairages, un théâtre de verdure en gradins et un jeu d'échec géant sont installés, et des tables de pique-nique sont placés sur la terrasse du séchoir,. À cela s'ajoute l'ouverture au public du jardin de la chapelle, où a été installé la sculpture en fonte du dauphin issu de l'ancien pont Eiffel (aujourd'hui remplacé par le pont de la Porte de France).

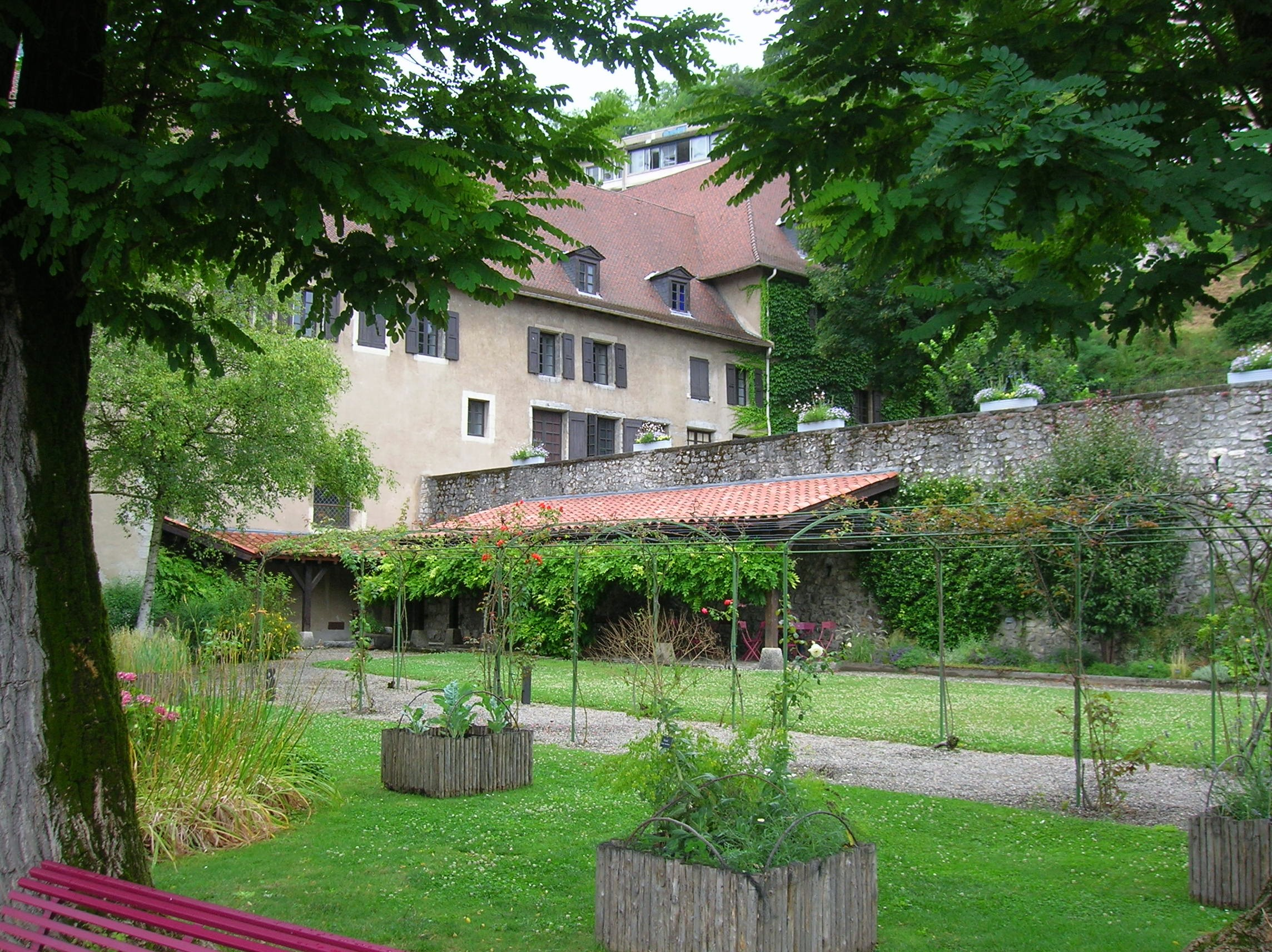
Un des jardins en terrasses en 2014.
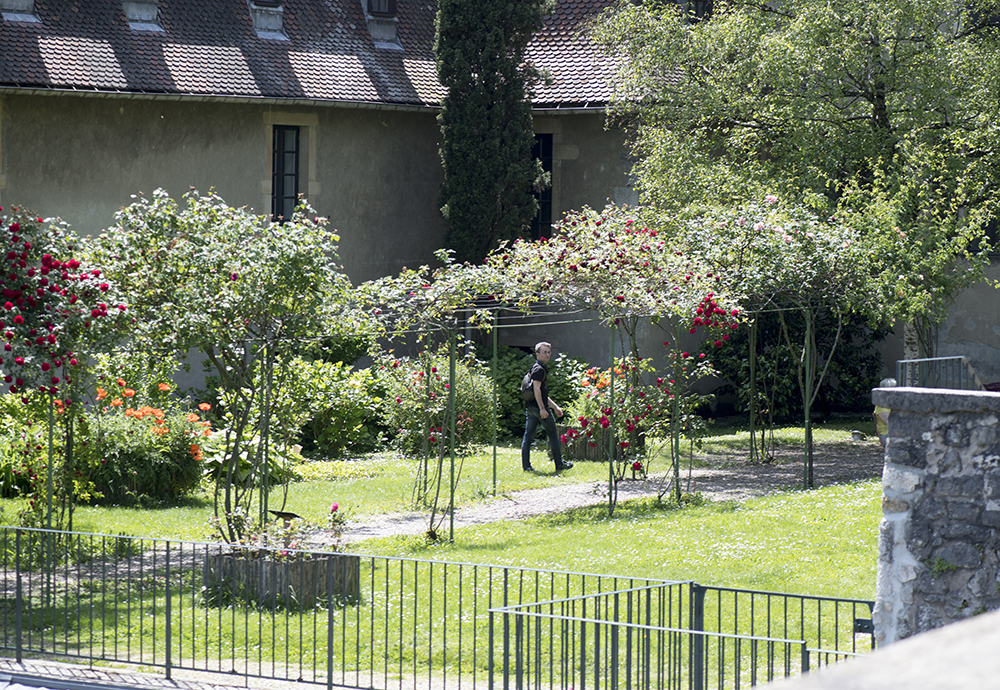
Autre jardin en terrasse, en 2019.
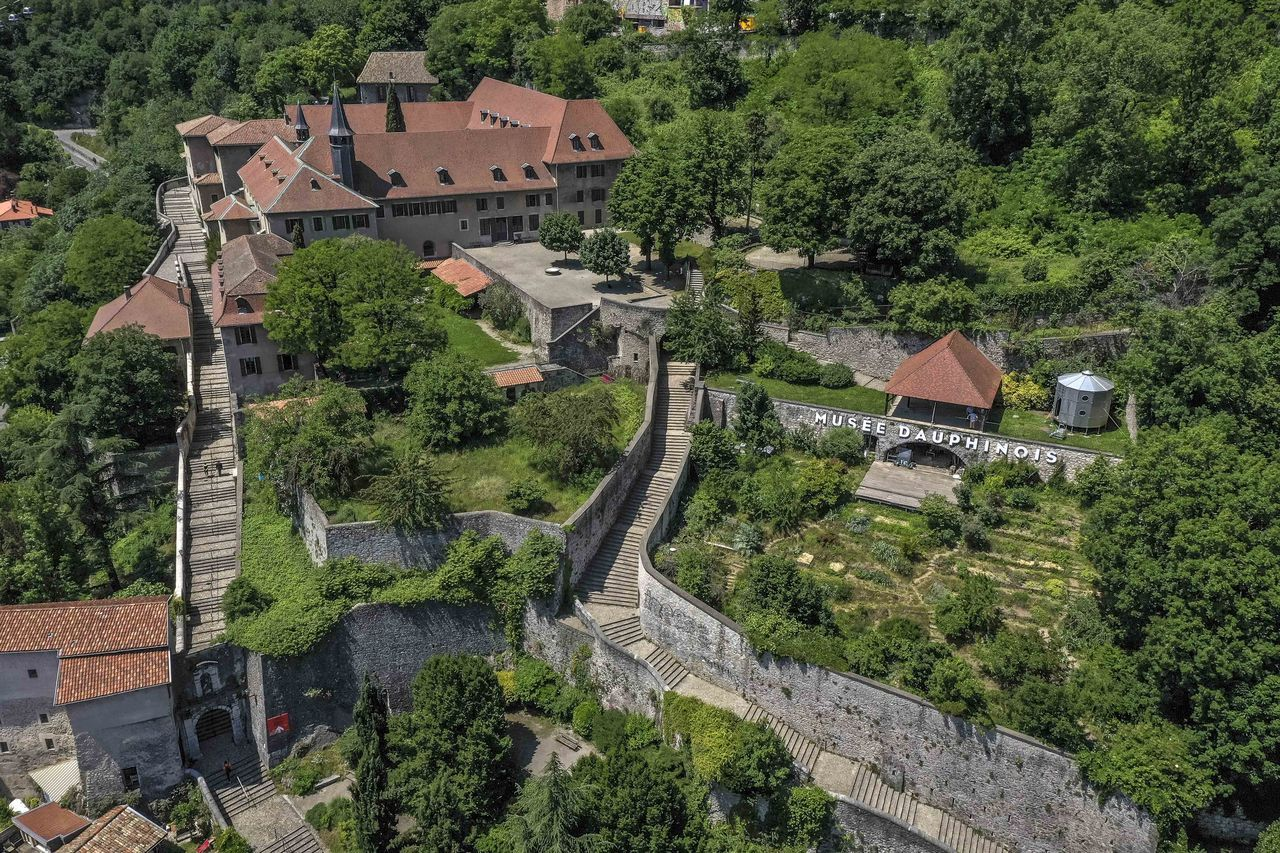
Vue d'ensemble du couvent et de ses jardins en 2020.
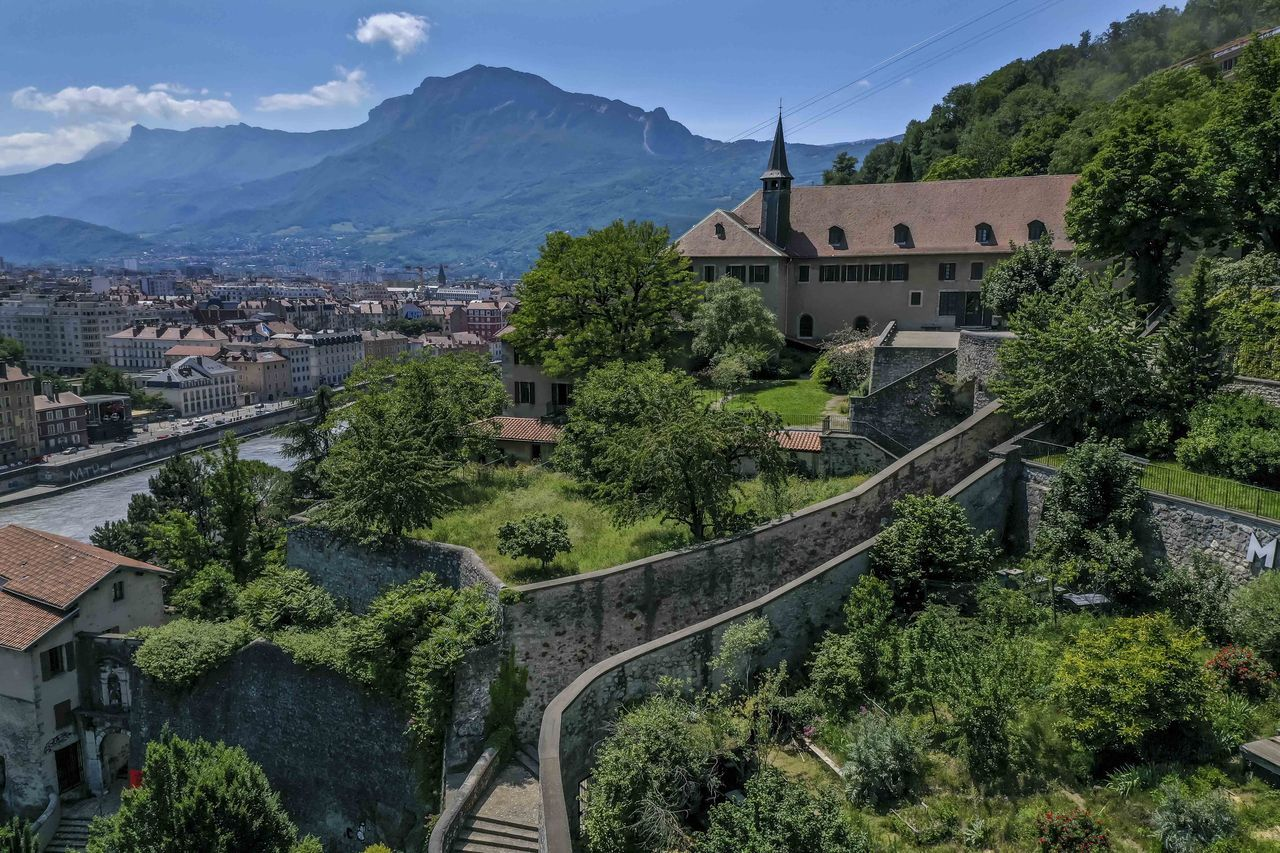
Les jardins en terrasses avec, en arrière-plan, le massif du Vercors.

### Chaire
La chaire de bois sculpté au XVIIe siècle a été placée en dépôt à l'église Saint-François-de-Sales de Grenoble par les Visitandines de Sainte-Marie d'en Haut, à l'époque où elles abandonnèrent leur couvent

## Galerie

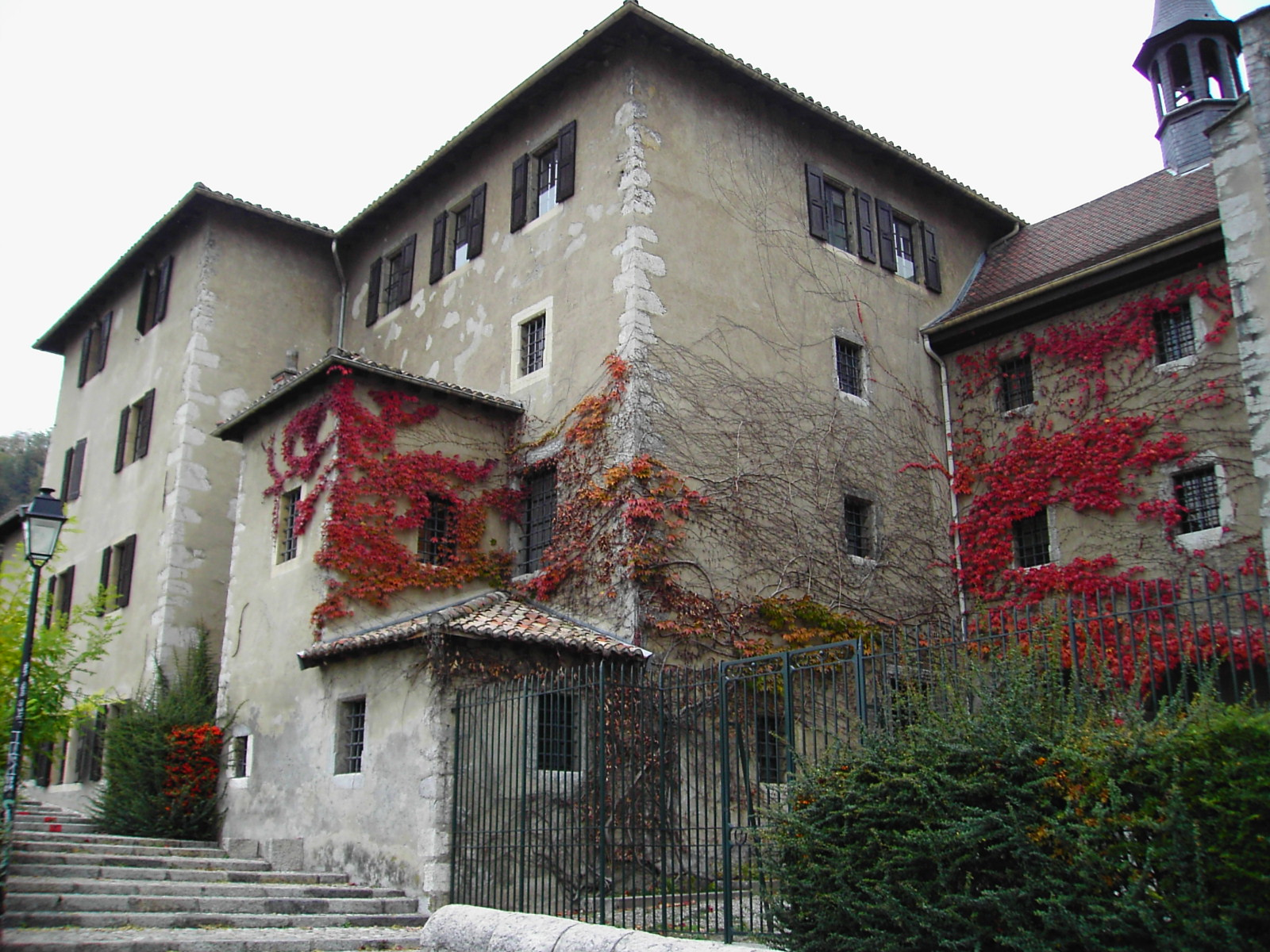
Les bâtiments du couvent depuis la montée de Chalemont.
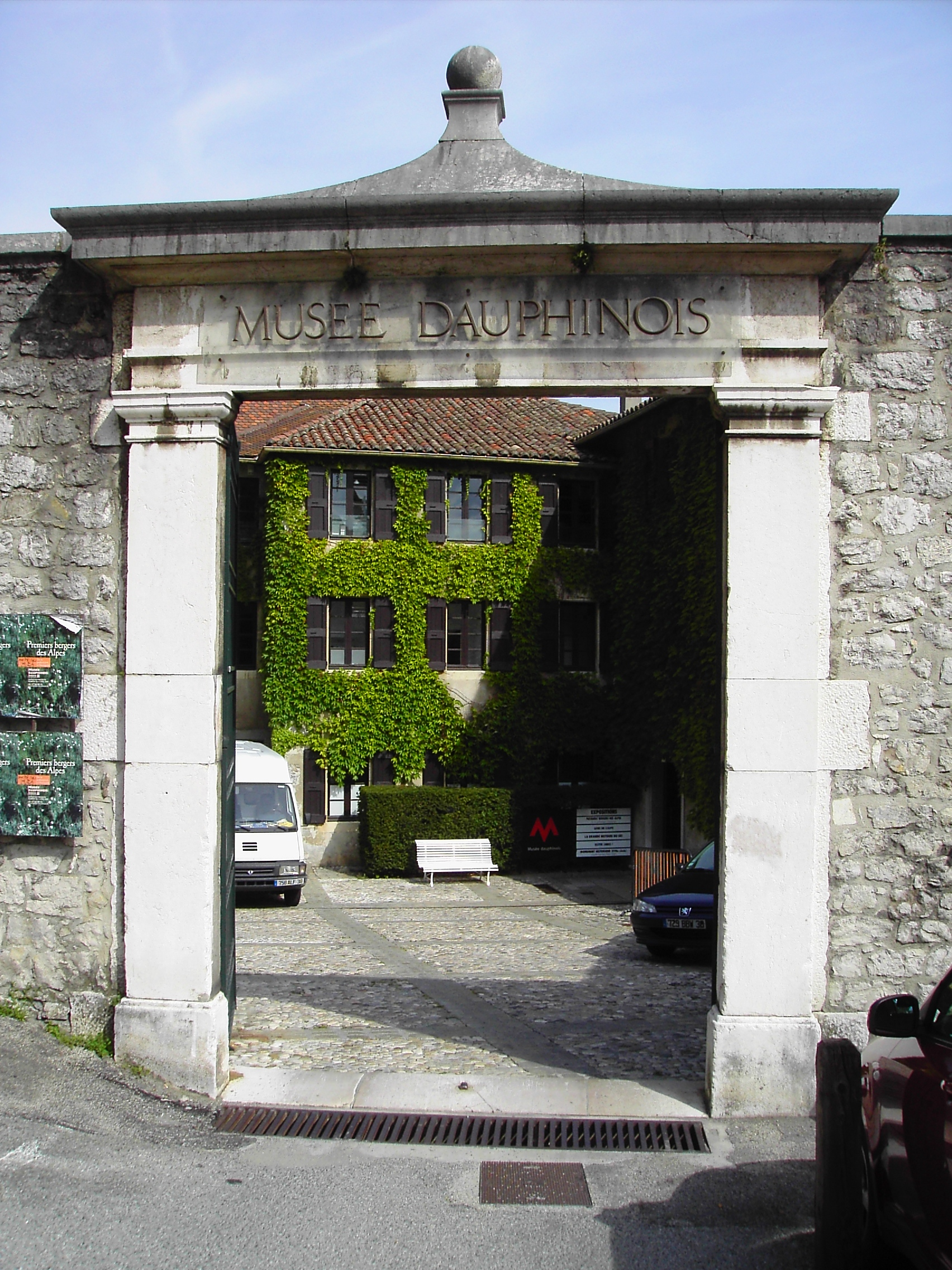
La porte d'entrée sur la rue Maurice-Grignoux.
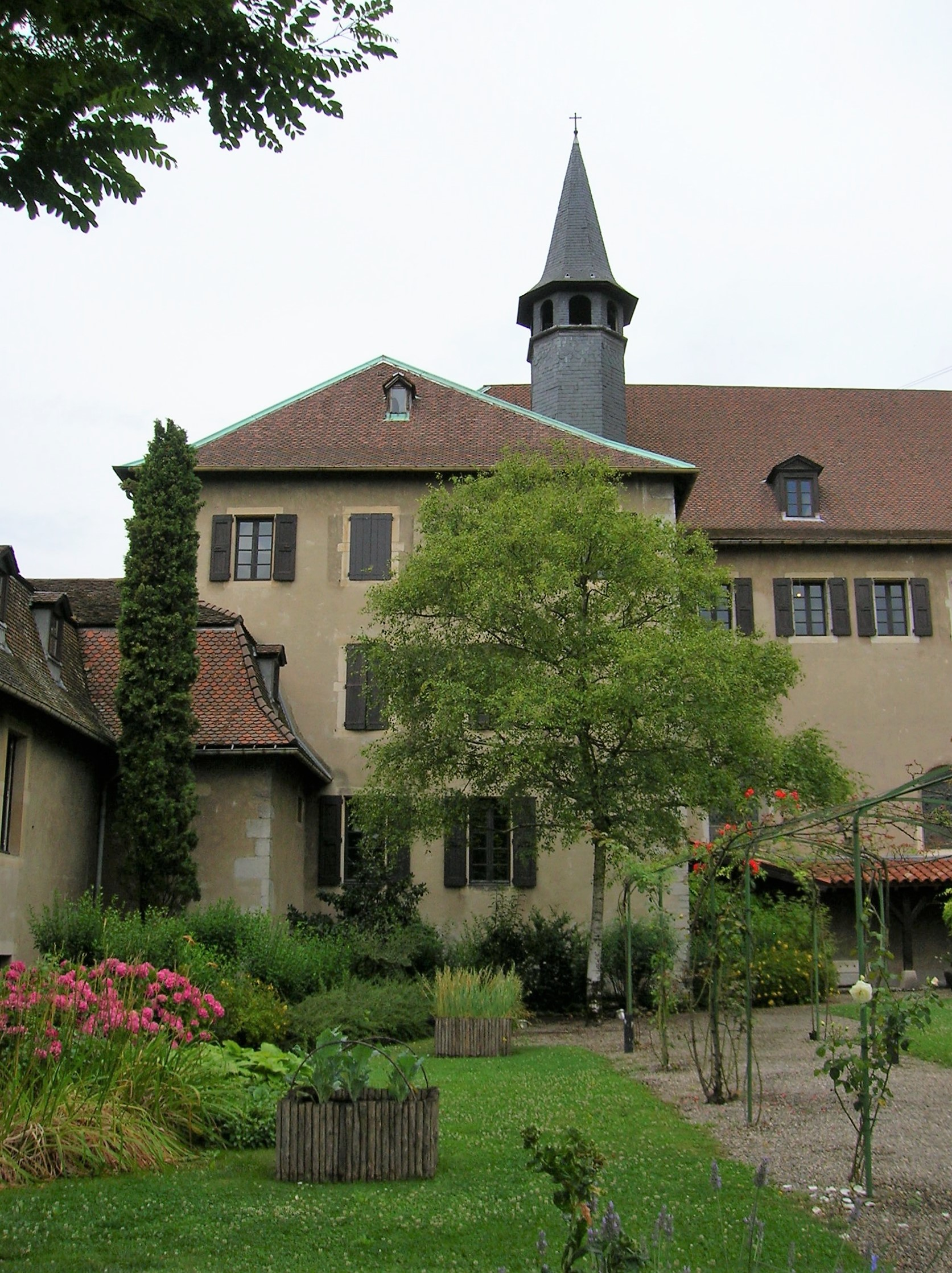
Le clocher depuis les jardins en terrasses.
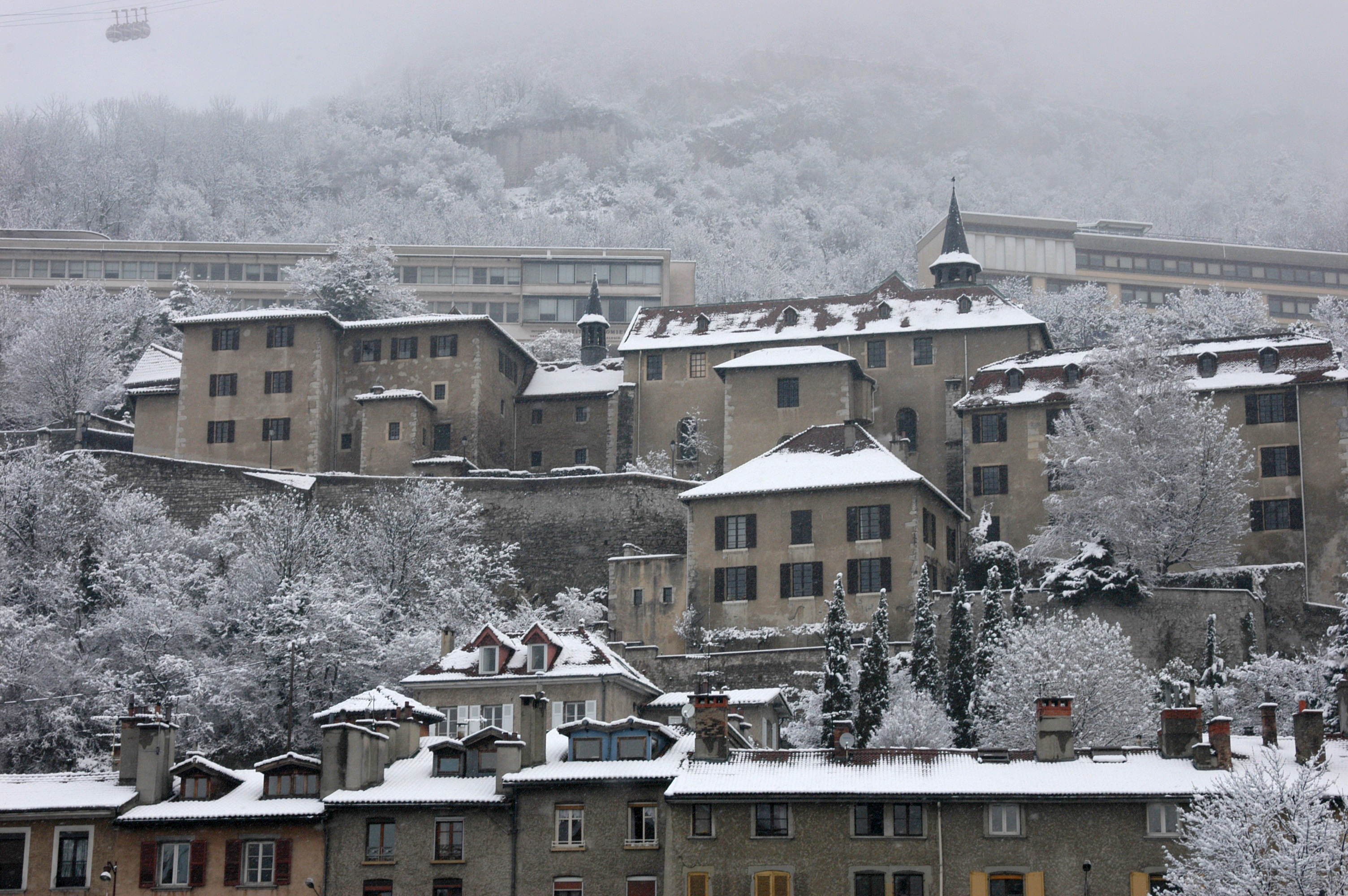
Les bâtiments du couvent en 2005.